# Songs
Songs er titlen på Animas musikalbum, udgivet i 1982. Albummet er i sin fulde længde kun udgivet som LP. Enkelte numre findes på CD-opsamlingsalbummet Compacked fra 1989. Det drejer sig om "Dining With a Queen", "Between Two Songs" og "Tarzan Waltz".
Songs er indspillet i Easy Sound Recording i december 1981 og januar 1982. 

## Spor

### Side 1
1. "Venus" (Kenneth Knudsen / Gary Nicklin)
2. "Circle of Light (Daughters)" (Kenneth Knudsen / Gary Nicklin)
3. "Twins" (Mikkel Nordsø)
4. "Dining With a Queen" (Kenneth Knudsen / Henrik Bjelke)

### Side 2
1. "Always Flowing" (Kenneth Knudsen / Gary Nicklin)
2. "Between Two Songs" (Kenneth Knudsen / Vagn Henriksen)
3. "Hard Luck Stories" (Michael Friis)
4. "Apricot Valley" (Kenneth Knudsen / Vagn Henriksen)
5. "Tarzan Waltz" (Kenneth Knudsen)

## Musikere
- Kenneth Knudsen: Keyboards
- Mikkel Nordsø: Guitar
- Michael Friis: Bas
- Ole Theill: Trommer
- Cy Nicklin Vokal